# Nerdscope

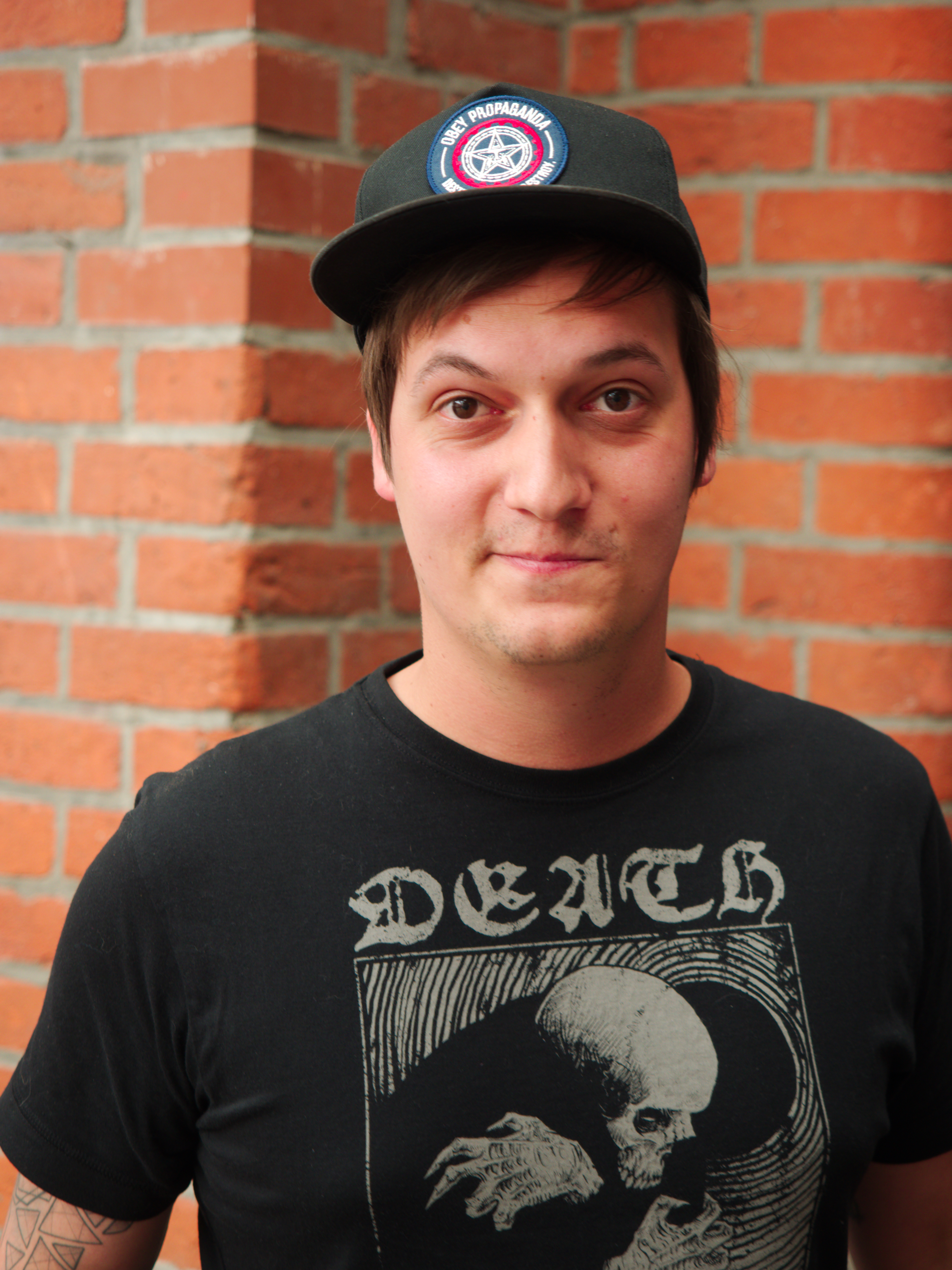
Florian Diedrich (LeFloid)

Nerdscope (früher 1080 NerdScope) war eine wöchentlich erscheinende Webshow, welche sich auf Themen aus den Bereichen Videospiele, Filme/Serien und Comics spezialisiert hatte und auf dem YouTube-Kanal DoktorFroid und dem Fernsehkanal EinsPlus veröffentlicht wurde. Die erste Folge erschien am 1. August 2015. Die Show wurde von Florian Diedrich (LeFloid), Max Krüger (Frodoapparat) und Robin Blase (RobBubble) geleitet und moderiert. Sie pausiert seit dem 30. September 2017.

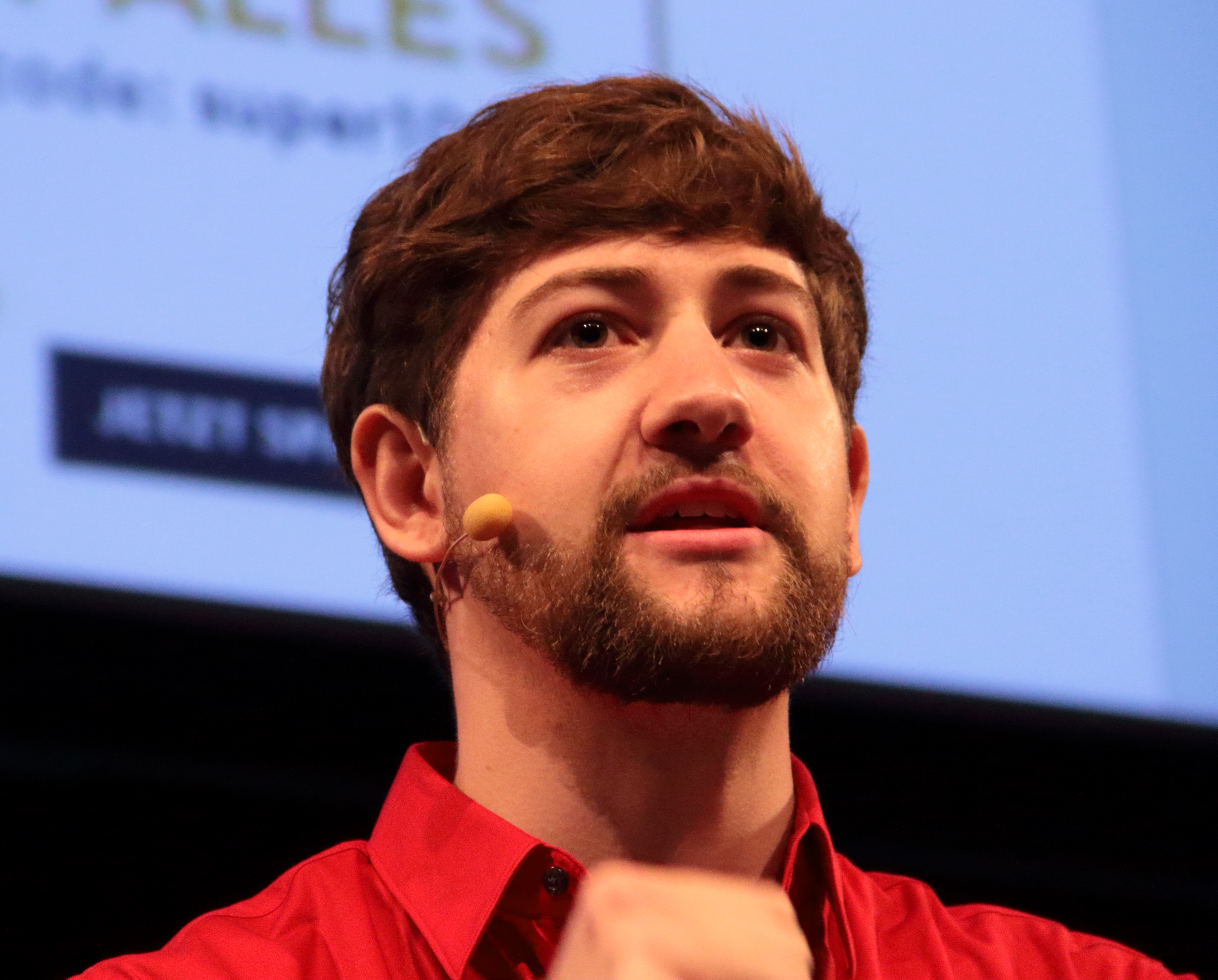
Robin Blase (RobBubble)

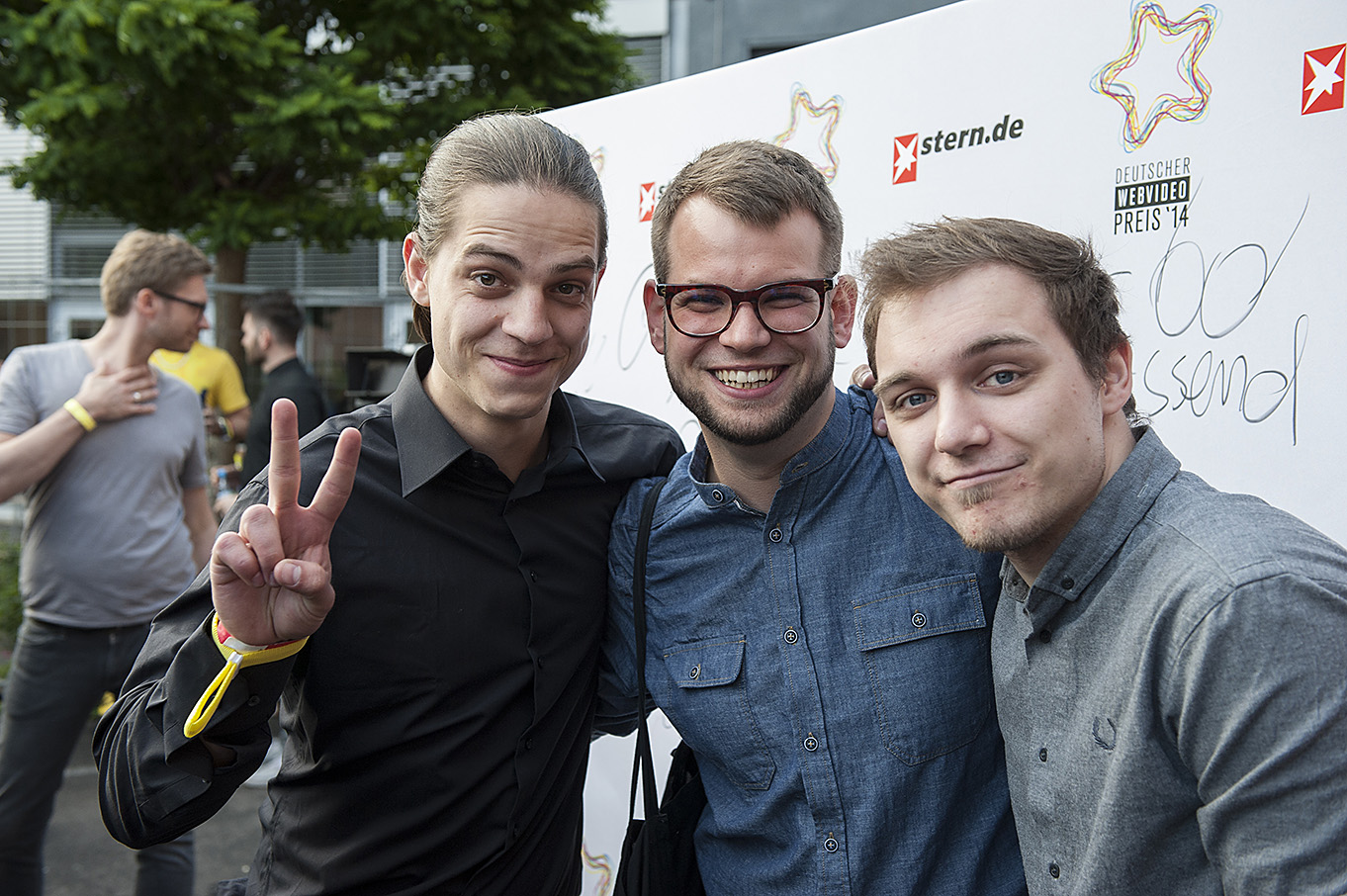
Max Krüger (Frodoapparat) (Rechts)

## Ausstrahlung
Vom 4. August 2015 bis 29. September 2016 wurden 53 Episoden der Sendung auf dem digitalen Sender EinsPlus ausgestrahlt. Zusätzlich erfolgte von August bis November 2015 eine Ausstrahlung auf dem Sender Einsfestival. Die Sendung war Teil des im Oktober 2016 gestarteten Medienangebots funk.

## Konzept
Die Länge einer Nerdscope-Folge betrug ungefähr 15 Minuten. Die drei Moderatoren (Diedrich, Krüger und Blase) saßen in Anzügen um einen runden Tisch. Zu Beginn fassten sie kurz den Inhalt der folgenden 15 Video-Minuten zusammen. Danach begannen sie mit dem Rezensieren von Videospielen, Filmen und Serien, ferner auch Brettspielen und Veranstaltungen.

## Auszeichnungen
- Nominierung für den Webvideopreis 2017 in der Kategorie „Best Video of the Year“ mit Das großartige Musical – Gaming Edition[3][4]